# Bad Gyal
Alba Farelo i Solé, més coneguda pel nom artístic de Bad Gyal   (Vilassar de Mar, 7 de març de 1997), és una cantant, productora i compositora catalana d'estils dancehall, reggaeton, trap, hip-hop, R&B i RCTM.
La seva predilecció i l'estil que predomina en la seva música és el dancehall, una variant del reggae jamaicà que en l'actualitat coqueteja amb l'electrònica, l'auto-tune i els sons atmosfèrics. Amb el valencià Fake Guido va treure a l'abril del 2016 una versió del Work de Rihanna a YouTube, amb lletra desacomplexada adaptada al català. Ambdós varen treballar la cançó a través de l'Skype. De seguida el vídeo va acumular més d'un milió de visualitzacions. A aquest èxit, el van seguir Indapanden, Leiriss i No pierdo Nada.
El seu salt qualitatiu va ser amb el tema de Fiebre, amb què va acabar de fer el salt a la seva carrera. Entre les seves altres cançons i senzills més destacats hi ha Mercadona, Sexo Telefóniko, Jacaranda, produïda per Dubbel Dutch, i Nicest Cocky, produïda per Paul Marmota, del col·lectiu NAAFI. A més a més, el videoclip de Nicest Cocky, el va gravar amb la productora Canada.
La música de Bad Gyal es diferencia de la d'altres coetànies com ara Tania Chanel o La Zowi per l'inusual ús del dancehall, estil importat de Jamaica i popularitzat per artistes com Vybz Kartel o Popcaan. Junt amb La Mala Rodríguez, Ms Nina i Somadamantina es considera una de les veus més representatives del panorama musical dels estils reggaeton, dancehall, rap i trap a l'estat espanyol.
La seva música l'ha portat a emplenar grans estadis com el Palau Sant Jordi (17.000), el Wizink Center (15.000) o l'espai ZITY de Saragossa (10.000), fer gires per l'Amèrica Llatina, els Estats Units i Europa i actuar en festivals com ara el Primavera Sound i el Sónar.
Ha publicat dues mixtapes: Slow Wine Mixtape (2016) i Worldwide Angel (2018) i dos EPs: Warm Up (2021) i SoundSystem: The Final Releases (2021). S'espera que el seu pròxim gran llançament sigui l'àlbum La Joia.

## Biografia

### Primers anys
Alba Farelo va néixer el 7 de març de 1997 a Vilassar de Mar com la més gran de cinc germans. El seu pare és l'actor Eduard Farelo, conegut per la seva carrera d'actor i per ser la veu, a la versió espanyola, de Gòl·lum a la trilogia d'El Senyor dels Anells i de Bail Organa en les preqüeles de Star Wars, entre d'altres.
Entre les seves primeres feines laborals s'hi inclouen les d'un forn local de Vilassar i a un centre d'atenció telefònica. El 2016 va començar a estudiar disseny de moda a la BAU de Barcelona, però va deixar la carrera l'any següent per enfocar-se en la seva passió més forta: la música.
L'artista, per la impossibilitat de pagar-se un estudi d'enregistrament i un productor, s'enregistrava a casa seva i amb ajuda d'amics aconseguia treure els primers temes mentre treballava, amb els doblers que guanyava d'altres feines anava a estudis a demanar si la podien enregistrar, després anava a llocs i demanava als seus amics que sortissin i l'ajudessin. Després d'un temps, amb els guanys dels seus primers concerts, es va començar a endinsar més en la producció i els estudis d'enregistrament. Finalment, Bad Gyal es va centrar completament en la seva carrera artística.

### Salt a la fama
Bad Gyal es va donar a conèixer a les xarxes socials el 2016 amb el seu primer single, Pai, en què remasteritzava la cançó Work, de Rihanna, i aquell mateix any va col·laborar en una cançó de P.A.W.N. Gang LiL GIU I BAD GYAL titulada Bandules. A partir d'aquí, va seguir creant i creixent, coneguda com la líder del trap en català amb temes com Indapanden, que la van fer créixer molt ràpidament fins a entrar al mercat internacional.
El 2018 va fer una gran gira per Europa, Amèrica i Àsia, que li va servir per imposar la seva presència en el mercat internacional. Sense experiència prèvia en la música, però amb una actitud decidida i les idees molt clares, Bad Gyal va signar amb dos dels segells més potents de la indústria: Interscope, la discogràfica nord-americana en la qual graven Lady Gaga, Madonna i Lana del Rey, i AfterCluv (tots dos són part d'Universal Music Group).
Amb el seu single Alocao, juntament amb Omar Montes, va aconseguir ser número 1 a Espanya. Dos mesos després, va llançar Zorra, que va triomfar a les xarxes socials i a les plataformes de reproducció en línia. El 2020 va continuar el seu tour Bad Gyal Sound System, que va acabar amb concerts ajornats i cancel·lats per la situació de pandèmia per coronavirus de 2019-2020. Tot i això, el 2020 va aprofitar per treure altres cançons: Tu eres un Bom Bom. amb Kafu Banton, a l'abril, Aprendiendo el Sexo, al juliol, i Blin Blin, amb Juanka, al novembre. També ha participat com a jurat al programa Drag Race Espanya.

## Ideologia política
Bad Gyal ha donat suport a lluites de justícia social, com per exemple el col·lectiu de manters de Barcelona o la lluita per la desprivatització de la gestió de l'aigua de la mateixa ciutat. També s'ha pronunciat públicament en contra dels abusos policials o contra els desnonaments del fons voltor Blackstone al barri del Raval.

## Vida personal
És filla de l'actor Eduard Farelo i té quatre germans: la cantant emergent Mushkaa i la seva bessona Greta, la Paula i el Bruno. La seva mare és qui s'encarrega de les gestions dels projectes d'ella i la Mushkaa.

## Discografia

### Àlbums
| Títol   | Detalls | Llista de cançons | Llistes |
| Títol   | Detalls | Llista de cançons | · ESP   |
| ------- | --- | --- | ------- |
| La Joia | - Llançament: 26 de gener de 2024 - Discogràfica: Universal Music Latino / Interscope - Format: Streaming, dascàrrega digital | 1. Intro 2. Mi Lova (ft.Myke Towers) 3. Give Me 4. Bota Niña (ft.Anitta) 5. La Que No Se Mueva (ft.Tommy Lee Sparta) 6. Perdió Este Culo 7. Sin Carné 8. Bad Boy (ft.Ñengo Flow) 9. Skit 10. Chulo pt.2 (ft.Tokischa, Young Miko) 11. Así Soy (ft.Morad) 12. Sexy 13. Pop Pop 14. Real G (ft.Quevedo) 15. Otra Vez Más | 75      |

### EP/Mixtape
| Títol                            | Detalls | Llista de cançons | Llistes |
| Títol                            | Detalls | Llista de cançons | · ESP   |
| -------------------------------- | --- | --- | ------- |
| Slow Wine Mixtape                | - Llançament: 11 de novembre de 2016 - Discogràfica: Independents - Format: Streaming, dascàrrega digital                                          | 1. D Way You Do Me (Prod. Plata) 2. Despacio (Prod. AC3) (ft. Ms Nina) 3. Dinero (Prod. Fakeguido) 4. Fiebre (Prod. King DouDou) 5. Mercadona (Prod. Fakeguido) 6. Turn Me On (Prod. Faberoa) 7. Smthin Like This (Prod. Plata) | 75      |
| Worldwide Angel                  | - Llançament: 21 de febrer de 2018 - Discogràfica: Puro Records / CANADA - Format: Streaming, dascàrrega digital                                   | 1. Intro (Prod. Jam City & el Guincho) 2. Internationally (Prod. Jam City & Dubbel Dutch) 3. Tra (Prod. Dubbel Dutch) 4. Yo Sigo Iual (Prod. Fakeguido & el Guincho) 5. Candela (Prod. Dubbel Dutch) 6. Trust (Prod. Faberoa, Fakeguido & el Guincho) 7. Blink (Prod. DJ Florentino) 8. Tu Moto (Prod. D33J) 9. Realize (Prod. Paul Marmota & Fakeguido) | 11      |
| Warm Up                          | - Llançament: 21 de febrer de 2018 - Discogràfica: Interscope / Aftercluv - Format: Streaming, dascàrrega digital                                  | 1. Pussy (Prod. el Guincho) 2. 44 (ft. Rema) 3. Blin Blin (ft. Juanka) 4. Judas (ft. Khea) 5. Iconic 6. Gasto 7. Aprendiendo El Sexo 8. Zorra (Remix) (ft. Rauw Alejandro) | 5       |
| Sound System: The Final Releases | - Llançament: 26 de novembre, 3 i 10 de desembre de 2021 - Discogràfica: Interscope / Aftercluv - Format: Mixtape en streaming, dascàrrega digital | - Nueva York (Tot*) (llançament: 26 de novembre de 2021) - Su Payita (Gramos) (llançament: 3 de desembre de 2021) - Slim Thick (llançament: 10 de desembre de 2021) | –       |

### Com a artista invitada
| Any  | Cançó                                          | Posicionament en les llistes | Certificacions         | Àlbum                            |
| Any  | Cançó                                          | ESP                          | Certificacions         | Àlbum                            |
| ---- | ---------------------------------------------- | ---------------------------- | ---------------------- | -------------------------------- |
| 2016 | «Pai»                                          | —                            |                        |                                  |
| 2016 | «Indapanden»                                   | —                            |                        |                                  |
| 2016 | «Leiriss»                                      | —                            |                        |                                  |
| 2016 | «No Pierdo Nada»                               | —                            |                        |                                  |
| 2016 | «Mercadona»                                    | —                            |                        | Slow Wine Mixtape                |
| 2016 | «Fiebre»                                       | —                            | - PROMUSICAE: 2× Platí | Slow Wine Mixtape                |
| 2017 | «Jacaranda»                                    | —                            | - PROMUSICAE: Or       |                                  |
| 2017 | «Nicest Cocky»                                 | —                            |                        |                                  |
| 2018 | «Blink»                                        | —                            |                        | Worldwide Angel                  |
| 2018 | «Candela»                                      | —                            |                        | Worldwide Angel                  |
| 2018 | «Internationally»                              | —                            |                        | Worldwide Angel                  |
| 2018 | «Más Raro»                                     | —                            |                        |                                  |
| 2018 | «Open The Door» (amb Govana i DJ Papis)        | —                            | - PROMUSICAE: Or       |                                  |
| 2018 | «Yo Sigo Iual»                                 | —                            |                        | Worldwide Angel                  |
| 2018 | «Unknown Feeling» (amb Qraig Voicemail)        | —                            |                        |                                  |
| 2019 | «Santa Maria» (amb Busy Signal)                | 14                           | - PROMUSICAE: 2× Platí |                                  |
| 2019 | «Hookah»                                       | 55                           | - PROMUSICAE: 2× Platí |                                  |
| 2019 | «Alocao» (amb Omar Montes)                     | 1                            | - PROMUSICAE: 6× Platí |                                  |
| 2019 | «Zorra»                                        | 2                            | - PROMUSICAE: 3× Platí |                                  |
| 2020 | «Tu Eres Un Bom Bom - Remix» (amb Kafu Banton) | 9                            | - PROMUSICAE: Or       |                                  |
| 2020 | «Aprendiendo El Sexo»                          | 29                           |                        | Warm Up                          |
| 2020 | «Blin Blin» (amb Juanka)                       | 7                            | - PROMUSICAE: Platí    | Warm Up                          |
| 2021 | «Zorra - Remix» (amb Rauw Alejandro)           | 6                            |                        | Warm Up                          |
| 2021 | «Pussy» (prod. el Guincho)                     | 50                           |                        | Warm Up                          |
| 2021 | «Judas» (amb Khea)                             | 44                           |                        | Warm Up                          |
| 2021 | «44» (amb Rema)                                | 17                           | - PROMUSICAE: Or       | Warm Up                          |
| 2021 | «Flow 2000»                                    | 38                           | - PROMUSICAE: Or       | Senzill sense àlbum              |
| 2021 | «Nueva York (Tot*)»                            | 5                            | - PROMUSICAE: Or       | Sound System: The Final Releases |
| 2021 | «Su Payita (Gramos)»                           | 18                           |                        | Sound System: The Final Releases |
| 2021 | «Slim Thick»                                   | 43                           |                        | Sound System: The Final Releases |
| 2022 | «Flow 2000 - Remix» (amb Beny Jr)              | 9                            |                        | Senzill sense àlbum              |
| 2022 | «La Prendo»                                    | 22                           | - PROMUSICAE: Platí    | Senzill sense àlbum              |
| 2022 | «Tremendo Culón»                               | 92                           |                        | Senzill sense àlbum              |
| 2022 | «Sexy»                                         | 62                           |                        | Senzill sense àlbum              |
| 2022 | «Sin carné»                                    | 35                           |                        | Senzill sense àlbum              |
| 2023 | «Chulo pt.2» (amb Tokischa i Young Miko)       | 1                            |                        | Senzill sense álbum              |

| Any  | Cançó                                       | Posicionament en les llistes | Posicionament en les llistes | Certificacions | Àlbum      |
| Any  | Cançó                                       | ESP                          | ARG                          | Certificacions | Àlbum      |
| ---- | ------------------------------------------- | ---------------------------- | ---------------------------- | -------------- | ---------- |
| 2017 | «Commotion» (amb Lowlight i Demaro Small)   | —                            | —                            |                | Dopamine   |
| 2018 | «Tra» (amb Soto Asa)                        | —                            | —                            |                | Down Music |
| 2018 | «Por ti» (amb Florentino)                   | —                            | —                            |                | Fragmentos |
| 2020 | «Kiyaera» (amb Soto Asa)                    | —                            | —                            |                | Coupé      |
| 2021 | «BOBO» (amb Mariah Angeliq i María Becerra) | 41                           | 96                           |                |            |
| 2021 | «Esta Noche» (amb Lalo Ebratt)              | —                            | —                            |                |            |

## Gires
- Sound System Tour (2019–2021)[45]
- La Joia Tour (2022–2024)[46]